# Robbiate
Robbiate is een gemeente in de Italiaanse provincie Lecco (regio Lombardije) en telt 5333 inwoners (31-12-2004). De oppervlakte bedraagt 4,7 km², de bevolkingsdichtheid is 1240 inwoners per km².

## Demografie
Robbiate telt ongeveer 2184 huishoudens. Het aantal inwoners steeg in de periode 1991-2001 met 8,5% volgens cijfers uit de tienjaarlijkse volkstellingen van ISTAT.
| Jaar | Inwoneraantal |
| ---- | ------------- |
| 1991 | 4574          |
| 2001 | 4961          |

## Geografie
Robbiate grenst aan de volgende gemeenten: Calusco d'Adda (BG), Imbersago, Merate, Paderno d'Adda, Ronco Briantino (MI), Verderio Inferiore, Verderio Superiore, Villa d'Adda (BG).